# Broodseinde
Broodseinde is een gehucht in de Belgische gemeente Zonnebeke. Het ligt een kilometer ten oosten van het dorpscentrum van Zonnebeke, op het kruispunt van de weg Zonnebeke-Moorslede (N332) en de weg Passendale-Beselare (N303). In de volksmond spreekt men ook van "Bresende". Het gehucht ligt op de Midden-West-Vlaamse Heuvelrug, ongeveer 50 m boven zeeniveau.

## Geschiedenis

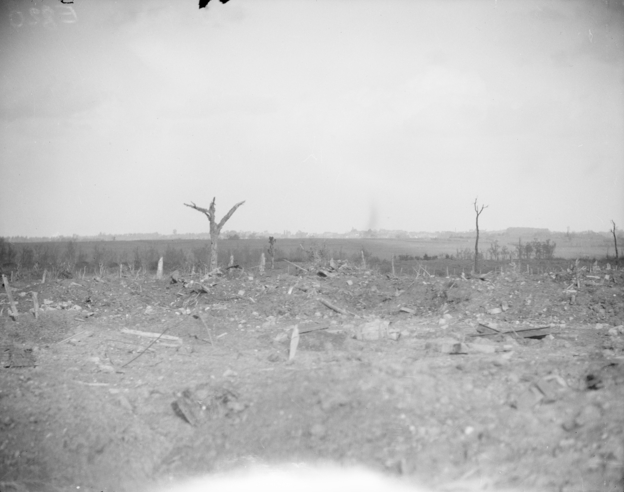
Omgeving van Flinte Farm, nabij Broodseinde, de morgen na de slag van 4 oktober 1917

Op de Ferrariskaart uit de jaren 1770 is op deze plaats een herberg aangeduid als Brootseinde Cabaret. De naam zou "moeraseinde" betekenen. Op de 19de-eeuwse Atlas der Buurtwegen is Broodseinde als gehucht weergegeven. Sinds het begin van de 19de eeuw stond hier de Broodseinde-molen.
In de Eerste Wereldoorlog lag Broodseinde aan het front van de Ieperboog. Bij de Eerste Slag om Ieper wilden de Duitsers over de heuvelkam naar de stad Ieper doorstoten. Op 22 oktober 1914 konden de Duitsers Broodseinde veroveren op de Britten, maar de plaats werd op 25 oktober alweer heroverd door de Fransen. Het front bleef uiteindelijk een tijd vast en Fransen en Duitsers lagen er de eerste oorlogswinter dicht tegenover elkaar. In het voorjaar van 1915 losten de Britten de Fransen af. Daarna werd bij de Tweede Slag om Ieper vooral aan het noordelijke deel van de Ieperboog zwaar gestreden. De Britten gaven echter wel Broodseinde op en trokken zich westwaarts terug tot Frezenberg. Broodseinde was nu voor een langere periode in handen van de Duitsers. Zij richtten op de heuvelkam hun "Flandern I-Stellung" op, die ook over Broodseinde liep.
Op 31 juli 1917 begon de Derde Slag om Ieper, waarin de geallieerden de Duitse linies probeerden te doorbreken. Broodseinde werd op 4 oktober door de Australiërs heroverd bij de zogenaamde Slag bij Broodseinde. In de gevechten vielen duizenden slachtoffers, maar de geallieerden veroverden nu de meeste hooggelegen punten op de heuvelrug ten oosten van Ieper. Bij het Duitse Lente-offensief van 1918 moesten de Britten nogmaals Broodseinde verlaten. Uiteindelijk kon de plaats tijdens het eindoffensief definitief door de Belgen worden bevrijd op 28 september. Het gehucht was volledig verwoest.

## Bezienswaardigheden
- Een monument, opgericht in 1977 door de Nationale Strijdersbond, als herinnering aan de Fransen die hier streden en sneuvelden.
- In 2000 kwam op de nieuwe rotonde van het kruispunt in Broodseinde een monument als herinnering aan de oorlog
- Enkele honderden meters zuidwaarts staat een gedenkzuil voor de 7th Royal Artillery Division, die onder meer in Broodseinde streed. Het monument werd in 1924 onthuld.